# Suporte atlético
Um suporte atlético (também conhecido como: em inglês: jockstrap; em espanhol: suspensorio) é uma roupa íntima para proteger os testículos e o pênis durante o ciclismo, esportes de contato ou outra atividade física vigorosa. Um suporte atlético consiste em um cós (geralmente elástico) com uma bolsa de suporte para a genitália e duas tiras elásticas afixadas na base da bolsa e nos lados esquerdo e direito do cós no quadril. A bolsa, em algumas variedades, pode ser equipada com um bolso para segurar uma coquilha (copo resistente a impactos) para proteger os testículos e o pênis de lesões.

## Etimologia inglesa
A palavra jockstrap está supostamente em uso pelo menos desde 1891, uma provável contração de "jockey strap (cinta de jóquei)", visto que a vestimenta foi inicialmente projetada para mensageiros e entregadores que andam de bicicleta, ou bike jockeys. A Bike Jockey Strap foi o primeiro suporte atlético fabricada nos EUA em 1874.
Jóquei que significa "cavaleiro", principalmente um cavaleiro de corrida, está em uso desde 1670. Jockey em si, é a forma diminuta do apelido escocês Jock (para John), como Jackie é para o apelido inglês Jack. Os apelidos Jack e Jackie, Jock e Jockey eram usados genericamente para 'homem, companheiro, menino, homem comum'. Do período c.1650–c.1850, 'jock' era usado como gíria para o pênis.
A gíria estadunidense mais recente, 'jock', que significa atleta, data de 1959 e é derivada de 'jockstrap'.

## História

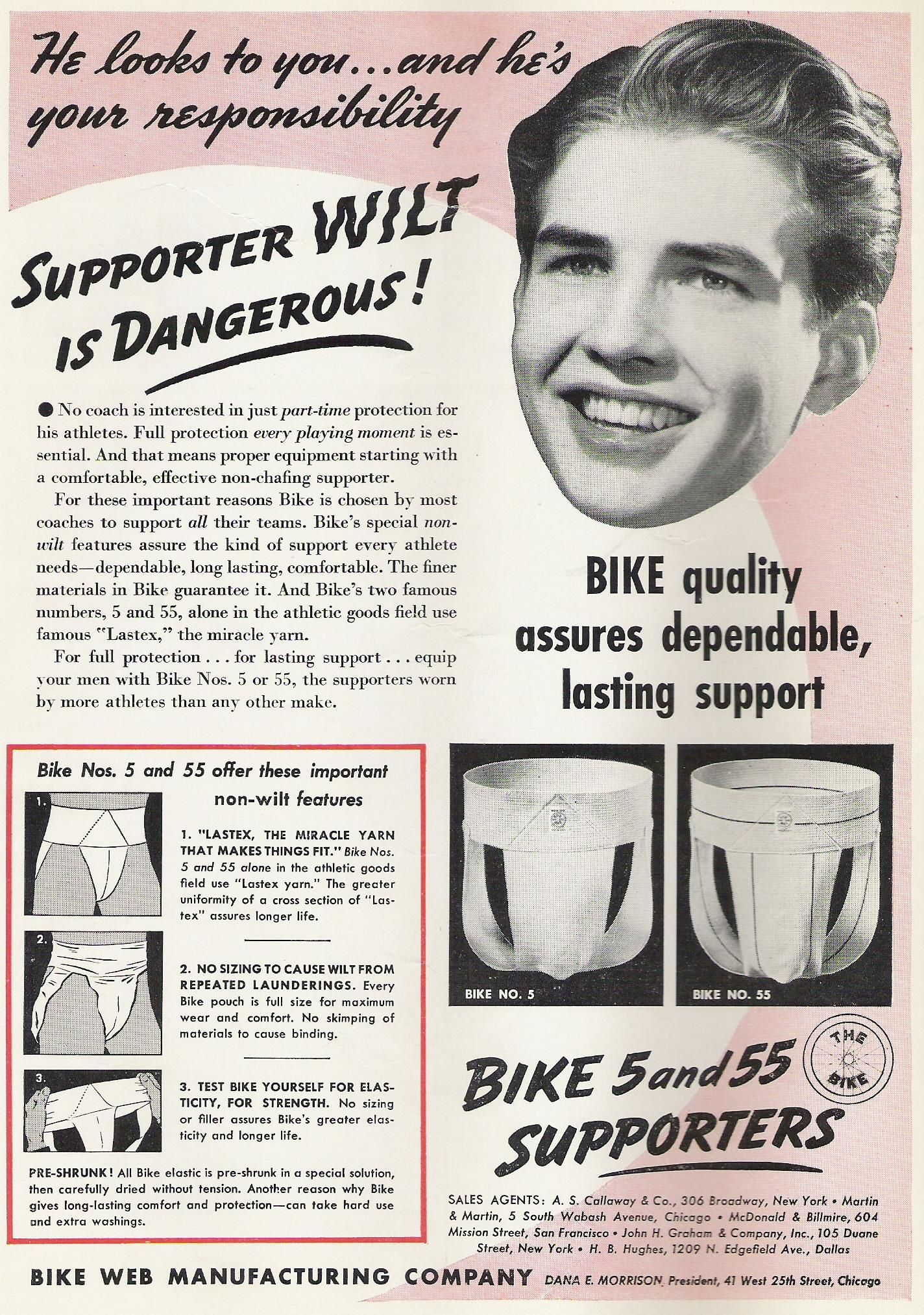
Anúncio de suportes atlético, 1941

O suporte atlético foi inventado em 1874 por C. F. Bennett, de uma empresa de artigos esportivos de Chicago, Sharp & Smith, para fornecer conforto e apoio aos ciclistas que trabalhavam nas ruas de paralelepípedos de Boston. Em 1897, a recém-formada Bike Web Company de Bennett patenteou e começou a produzir em massa a Bike Jockey Strap. A Bike Web Company mais tarde ficou conhecida como Bike Company. A Bike, até 2003, era uma empresa autônoma. Naquele ano, a empresa e suas marcas foram adquiridas pela Russell Athletic. Russell Athletic continuou a produzir suportes atléticos usando a marca e logotipos da Bike até 2017, quando aposentou a marca. Russell tornou-se uma subsidiária da Fruit-of-the-Loom, e a Fruit-of-the-Loom é propriedade da Berkshire Hathaway e parte dela.
O suporte atlético também teve influência na medicina do início do século XX com a invenção do Cinto Elétrico Heidelberg, um suporte atlético de baixa voltagem que afirmava curar distúrbios renais, insônia, disfunção erétil e outras doenças. Hoje, os suportes atléticos ainda são usados principalmente por homens adolescentes e adultos para esportes, levantamento de peso, fins médicos e para recuperação de lesões ou cirurgia para doenças como hematocele, hérnia inguinal, hidrocele ou espermatocele.
Suportes atléticos também se tornaram populares como uma forma de lingerie para homens, especialmente entre homens gays e bissexuais.

## Modelo
Suportes atléticos são bastante consistentes no design, com variações que aparecem em detalhes como largura da cintura e tecidos. Alguns suportes atléticos são projetados para esportes específicos: os suportes atléticos de natação, por exemplo, têm uma cintura estreita, e os suportes atléticos de hóquei às vezes têm tiras elásticas ajustáveis e jarreteiras que prendem as meias de hóquei no lugar enquanto o protetor de goleiro, mais grosso, tem acolchoamento de espuma genital e abdominal. Os suportes atléticos à prova de vento têm uma camada especial de tecido para proteger o usuário do vento e do frio nos esportes de inverno. Suportes atléticos são feitos em outros materiais como roupas de fetiche. Além dos já mencionados "jockstraps da moda", os anos 2000 viram um ressurgimento em designs e marcas de suporte atlético.
Alternativas para os suportes atléticos incluem as cuecas esportivas, ou cuecas de apoio, que têm o cós largo de uma combinação com um assento completo e são feitas de um material de suporte elástico. Uma tira tipo tanga, às vezes chamada de cinto de dança, tem uma tira elástica estreita presa na parte inferior da bolsa, passando entre as pernas e prendendo à cintura no meio das costas. Uma peça de roupa sem alças, chamada de meia esportiva ou, às vezes, de estilingue, tem apenas um elástico na cintura com uma bolsa elástica que segura os genitais pela frente.
Na Europa, desde a Idade Média, as roupas íntimas disponíveis eram limitadas a uma peça de roupa parecida com uma calça larga chamada bragas. Essa peça de roupa era vestida e então atada ou amarrada na cintura e nas pernas mais ou menos na metade da panturrilha e não fornecia suporte aos órgãos genitais masculinos. Isso permitia ao escroto um movimento ilimitado sob as roupas e resultava em ferimentos causados por carrinhos, carruagens com pranchas de madeira para assentos ou a sela, pois o corpo recebia toda a força do movimento. O suspensório foi desenvolvido por volta do início da década de 1820 como uma forma de afastar o escroto do assento da prancha e da sela, evitando assim ferimentos em uma carroça, carruagem ou cavalgada. Hoje, o suspensório é usado principalmente como um dispositivo médico após cirurgia genital para auxiliar na cura pós-operatória. O suspensório do General Custer pode ser visto no museu Little Bighorn Battlefield National Monument, perto de Crow Agency, Montana.

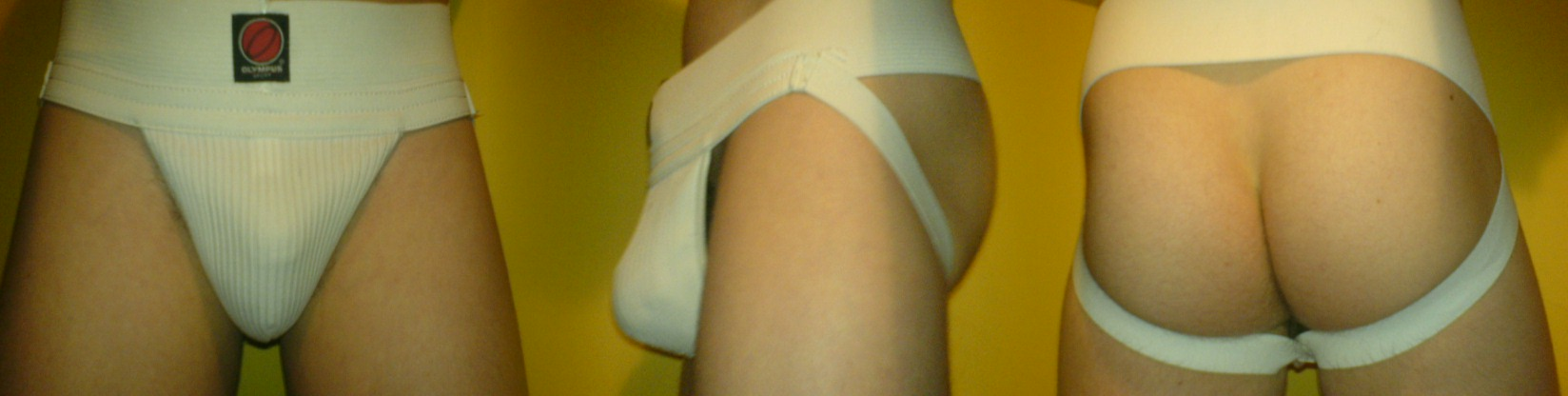
Vistas frontal, lateral e traseira de um homem usando um suporte atlético

## Coquilha

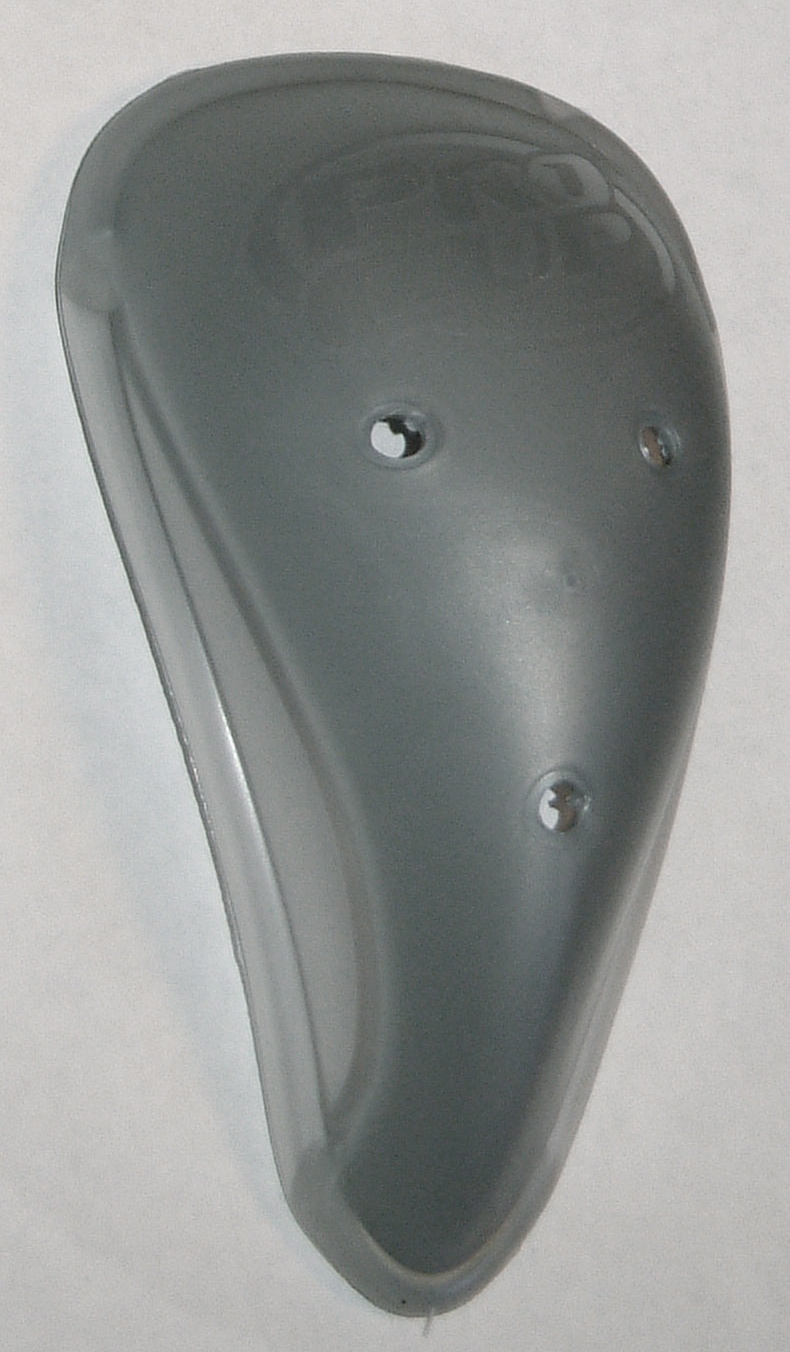
Coquilha tipo banana

Coquilhas opcionais oferecem proteção adicional para esportes de contato e são feitos de plástico rígido ou aço, perfurados para ventilação. Uma coquilha macia mais flexível e confortável também é oferecida para esportes de baixo contato. Uma variação de coquilha flexível apresenta um exterior rígido fundido com um forro macio.
Um equipamento de proteção semelhante no críquete é conhecido como caixa. No críquete, uma caixa é geralmente usada por apenas um batedor, um goleiro e, às vezes, outros jogadores de campo. Para defensores mais distantes do batedor, o uso de uma caixa impediria seu movimento e corrida (para batedores os benefícios superam as desvantagens).
Um protetor abdominal (também chamado de "copo de compressão", "caixa" ou "L Guard") é um copo rígido, geralmente de plástico, inserido em um suporte atlético para proteger a genitália masculina. Alguns suportes atléticos têm uma bolsa frontal forrada para essa finalidade. A proteção abdominal é geralmente construída de plástico de alta densidade com uma borda acolchoada, em forma de meia-pera oca e inserida na cueca ou na roupa íntima estilo jockstrap dos batedores e do guarda-postigo. Isso é usado para proteger os órgãos genitais contra o impacto da bola.
Muitos esportes requerem o uso de uma coquilha atlética. Isso inclui críquete, esgrima, artes marciais, boxe, lacrosse, hóquei, beisebol, paintball, futebol e muitos outros.
Os suportes da moda geralmente incorporam bolsas frontais de forro macio ou podem ser projetados para trazer a genitália masculina para a frente ou para cima. O objetivo dessas modificações é melhorar a aparência masculina do usuário. Usuários de suporte da moda também podem usar protetores abdominais para o mesmo propósito.
Os protetores pélvicos existem para proteger a genitália feminina, embora sejam menos comuns.
Com o declínio no uso de suportes atléticos nos esportes, o uso da guarda abdominal necessária também diminuiu, apesar das implicações de segurança. Alguns veem o uso de uma coquilha como um tabu. Normalmente as coquilhas são usados na bolsa de um suporte atlético, que pode ser de forro duplo para segurar a coquilha, ou em shorts de compressão ou cuecas esportivasespecíficas.
Coquilhas para alguns esportes de combate (por exemplo, artes marciais mistas, kickboxing) têm um cós e tiras presas diretamente à coquilha projetada para ser usado sobre um suporte atlético normal ou cuecas. Alguns esportes, como o boxe, usam uma coquilha grande e um suporte combinados em um único item com enchimento de espuma em camadas que protege a virilha, os rins e o abdômen.

## Suportes atléticos para mulheres
O protetor pélvico é o equivalente feminino do suporte atlético masculino. Ronald Paramore inventou o protetor pélvico. Ele é projetado para proteger a genitália feminina de hematomas ou rasgos. A área protegida inclui toda a vulva, incluindo o clitóris, o capuz do clitóris e os delicados lábios menores que se projetam da vulva em algumas mulheres e são, portanto, especialmente vulneráveis a hematomas com o impacto. Também é ocasionalmente apelidado de "jill" ou "jillstrap". As mulheres usam a vestimenta durante esportes ou atividades de contato. A vestimenta cobre os órgãos genitais e geralmente é reforçada com material rígido.

## Galeria

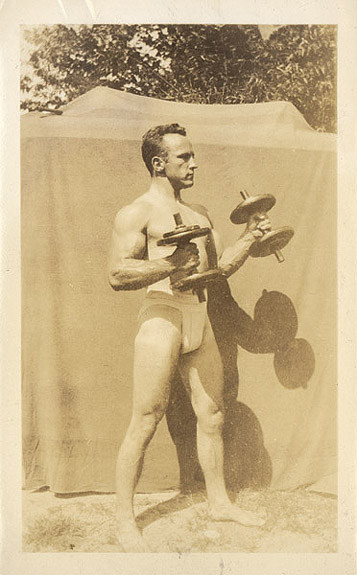
Fotografia vintage de um fisiculturista, cerca de 1940.
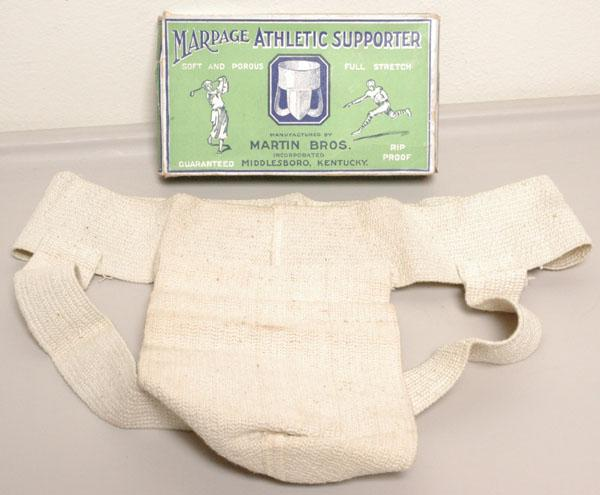
Suporte atlético e embalagem da Marpage, cerca de 1930
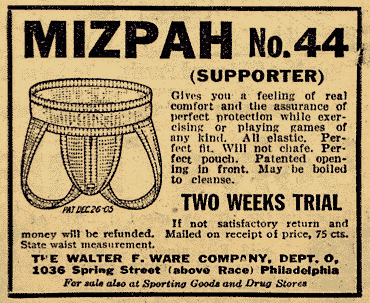
Este anúncio de suporte Mizpah, de uma revista de 1922, apareceu no documentário Unmentionables da A&E
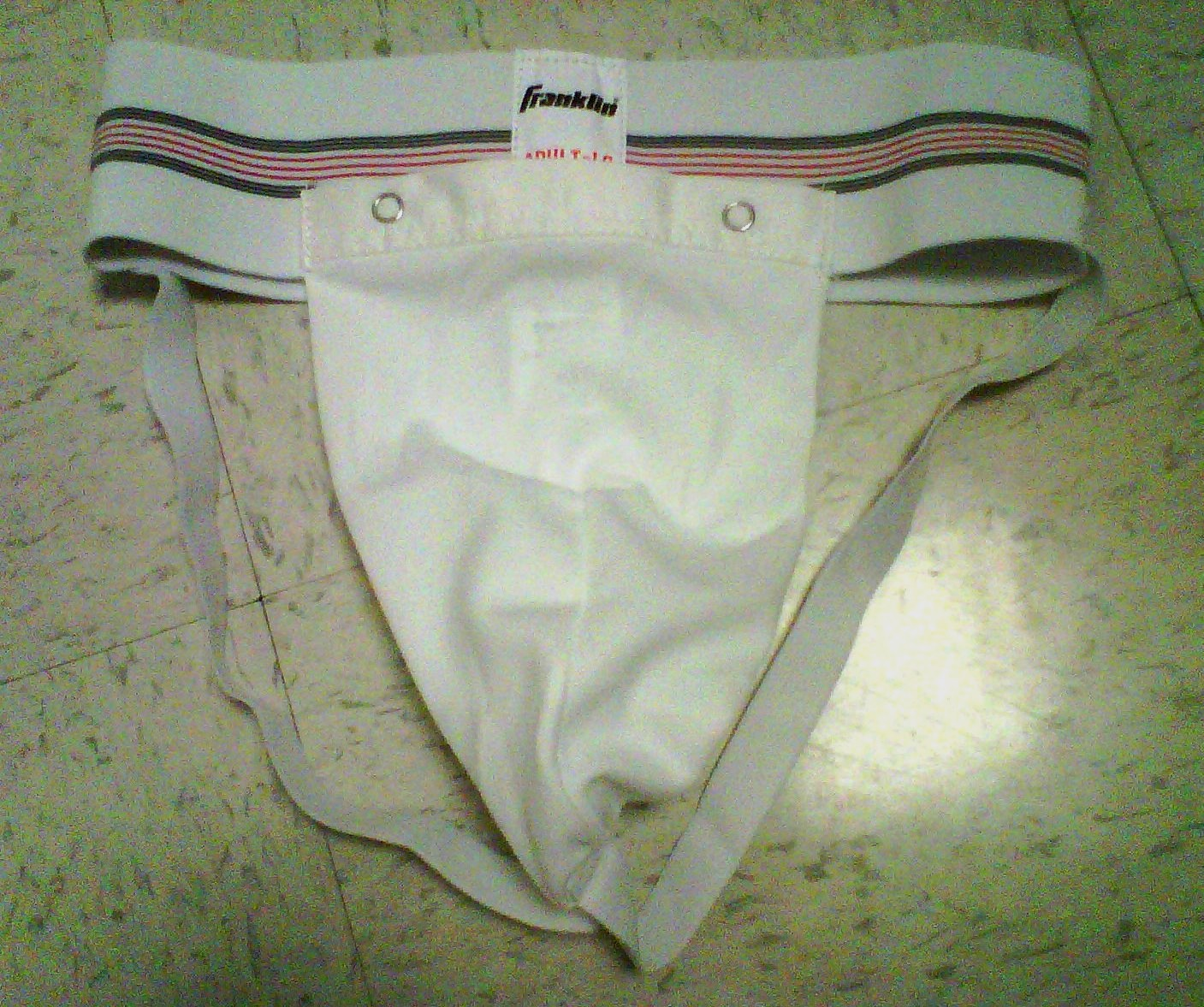
Suporte atlético da Franklin
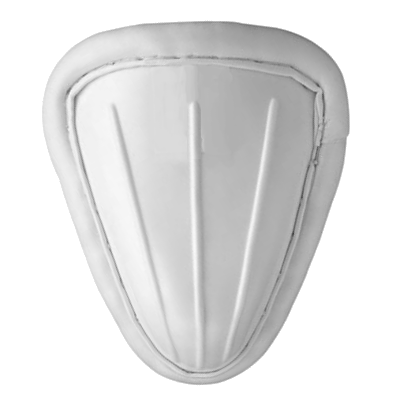
A forma de uma coquilha, usada por jogadores de críquete do sexo masculino.
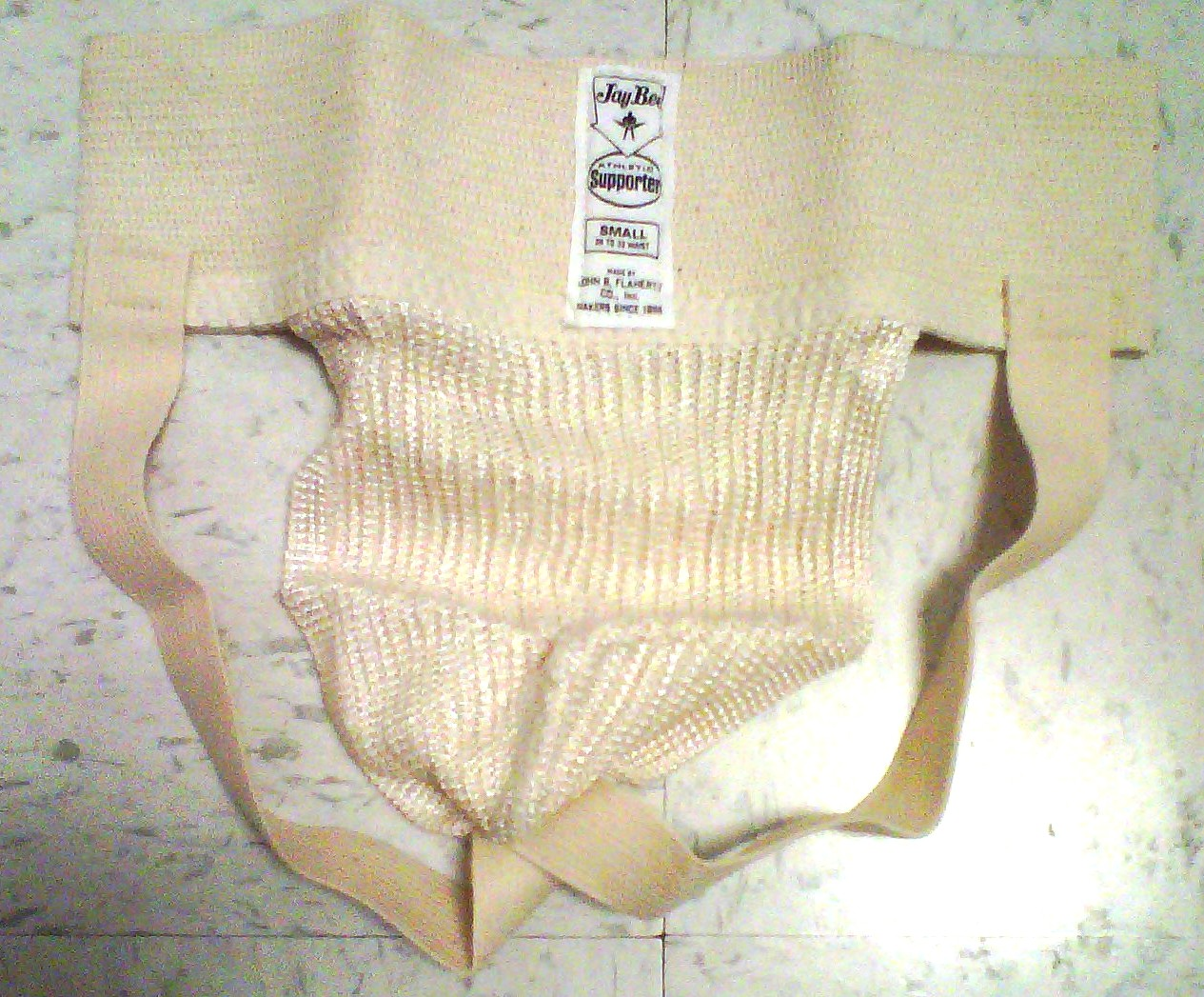
Suporte atlético da JayBee